# Alberto Fortes
Juan Alberto Fortes Gutiérrez, conocido como Alberto Fortes, es un cocinero y autor español, que actualmente reside en Frankfurt, Alemania.
Compagina su actividad profesional en el mundo de la cocina y la gastronomía con la promoción de la gastronomía y cultura española en todo el mundo, realizando habitualmente jornadas gastronómicas, seminarios y talleres, charlas y conferencias, así como eventos de promoción internacionales. Defensor de la alimentación y hábitos saludables, basa sus trabajos de investigación nutricional y creatividad culinaria en una combinación de la “dieta mediterránea” con la “dieta japonesa”, además de investigar y trabajar en la creación de nuevos productos o alimentos sanos, especialmente con aceite de oliva virgen extra.
Realiza habitualmente artículos y fotos para la prensa y es autor de libros especializados en gastronomía y arte, en la actualidad tiene en preparación varios libros. También realiza proyectos técnicos y creativos de locales de gastronomía y espacios públicos en colaboración con arquitectos de reconocido prestigio internacional; Así como diseños otras cosas como; mobiliario, vajilla y ropa, todo para algunas marcas importantes.

## Biografía
Alberto Fortes es un reconocido chef que se ha hecho profesionalmente a sí mismo. Se ha formado profesionalmente con algunos de los mejores cocineros de España y del mundo. En el año 2002 dejó su profesión como experto en arte y protocolo, y todas sus actividades empresariales, por su gran pasión a la cocina, y abre en Madrid su primer restaurante La Folia...de los museos a los fogones!.
Desde la cocina de La Folia, alcanzó en muy pocos meses un altísimo reconocimiento y prestigio profesional, colaborando en jornadas gastronómicas en todo el mundo junto a algunos de los más reconocidos chef internacionales, comenzando también a colaborar en diferentes programas de radio y televisión, y es llamado para asesorar a restaurantes, hoteles, y empresas de alimentación y bebidas.
La Folia fue aumentando su fama en Madrid; y muchos de sus clientes habituales son; miembros de Casas Reales, Jefes de Estado, mandatarios y gobernantes nacionales e internacionales, diplomáticos, políticos y empresarios, pero sobre todo La Folia es un referente y un punto de encuentro en Madrid entre muchas personalidades de la cultura de todo el mundo; cine, música, literatura, artes, entre otras.

## Reconocimientos
En el año 2004 el Gobierno de Canarias reconoce su labor en la promoción y divulgación de la cultura y gastronomía de Canarias a nivel internacional, nombrándole responsable representante de la divulgación de la cultura gastronómica y cocina de Canarias en el programa Canarias Crea 04 (Madrid 2004), programa de divulgación de la cultura y autores creativos de Canarias a nivel mundial.
En el año 2007 recibe el reconocimiento institucional y empresarial de Ciudad Rodrigo (Salamanca) a su labor profesional como responsable autor de la Posada Real Palacio Maldonado de Chaves y del Restaurante Celso Lagar, por su trabajo y contribución a la promoción de la ciudad durante Las Edades del Hombre 2006.
A principios del año 2014 fue seleccionado por la FAO y el Estado de Perú entre otros destacados cocineros como uno de los "mejores cocineros del mundo", para representar a Alemania en el recetario internacional de quinua en Madrid Fusión. El "Recetario Gourmet Quinua Fusión 5 Continentes" en el cual participa se puede descargar de manera gratuita con la intención de poder llegar a más lectores.

## Libros
- 1984 Libro-Recetario: Con Pan por Alberto Fortes
- 1992 Libro Guía-Recetario: Los mejores restaurantes de Tenerife
- 1994 Libro Catálogo: Maestros del Grabado en España: de Goya a Picasso
- 1998 Catálogo Razonado: Pintores españoles de la Escuela de París
- 1999 Catálogo Razonado: Ismael Gonzáles de la Serna
- 1999 Catálogo: Emilio Machado I v II El Sentido de la Vida y Guitarras
- 1998 Catálogo: Facundo Fierro Las Naves Quemadas
- 2002 Libro recetario La Cocina de Navidad por Alberto Fortes (Delaviuda)
- 2006 a 2007 Colaborador fijo con página propia semanal de gastronomía y cocina en el periódico La Voz De Miróbriga (Ciudad Rodrigo Salamanca)
- 2006 a 2007 Colaborador fijo con página propia semanal de gastronomía y cocina en el periódico El Adelanto (Salamanca)
- 2006 a 2007 Colaborador fijo con programa propio de gastronomía y cocina en la emisora de radio Onda Cero (Ciudad Rodrigo - Salamanca)
- 2008 a 2010 Colaborador fijo con espacio mensual de gastronomía y cocina en la revista Go for More (Schwäbisch Gmünd - Alemania)
- 2008 a 2013 Colabora habitualmente en el Periódico La Voz de Miróbriga (Ciudad Rodrigo - Salamanca)
- 2009 a 2013 Colabora habitualmente en la revista internacional ECOS de España y Latinoamérica (con sede en Múnich - Alemania)[10]
- 2008 a 2013 Colaborador habitual en el Periódico La Voz de Miróbriga (Ciudad Rodrigo - Salamanca)
- 2013 Inicia colaboración en el periódico El Día sección de gastronomía (Tenerife - España)[11]
- 2013 Nombrado corresponsal de prensa para Alemania, Austria y Suiza por la revista española de gastronomía El Trotamanteles
- 2013 Libro: La Cocina Cardiosaludable de Alberto Fortes (en preparación)[12]
- 2013 Libro: Cocina fácil, económica y sana para toda la familia. Menús por menos de 1 euro. Alberto Fortes (en preparación)[2]